# Конго на Светском првенству у атлетици на отвореном 2015.
Конго је учествовао на Светском првенству у атлетици на отвореном 2015. одржаном у Пекингу од 22. до 30. августа дванаести пут. Репрезентацију Конга представљао је један такмичар који се такмичио у бацању кугле.,
На овом првенству представник Конга није освојио ниједну медаљу нити је оборен неки рекорд. 

## Учесници
Мушкарци:
- Франк Елемба — Бацање кугле

## Резултати

### Мушкарци
| Атлетичар    | Дисциплина   | Лични рекорд | Квалификације | Квалификације | Финале               | Финале | Детаљи |
| Атлетичар    | Дисциплина   | Лични рекорд | Резултат      | Место         | Резултат             | Место  | Детаљи |
| ------------ | ------------ | ------------ | ------------- | ------------- | -------------------- | ------ | ------ |
| Франк Елемба | Бацање кугле | 20,24 НР     | 19,40         | 10. у гр. Б   | Није се квалификовао | 21/ 31 |        |